# Sean-Nós Nua
 (juillet 2023).
Albums de Sinéad O'Connor
Faith and Courage
(2000) She Who Dwells in the Secret Place of the Most High Shall Abide Under the Shadow of the Almighty
(2003)
Sean-Nós Nua est le sixième album studio de l'autrice-compositrice-interprète irlandaise Sinéad O'Connor. Il est sorti en 2002 sur le label Vanguard Records.
Il se compose d'interprétations de chansons traditionnelles irlandaises. Son titre signifie littéralement « nouveau style ancien » en irlandais, mais il fait aussi référence au chant sean-nós, une forme de chant traditionnel irlandais.

## Fiche technique

### Chansons
| No  | Titre                                       | Durée |
| --- | ------------------------------------------- | ----- |
| 1.  | Peggy Gordon (en)                           | 5:38  |
| 2.  | Her Mantle So Green                         | 5:35  |
| 3.  | Lord Franklin                               | 4:59  |
| 4.  | The Singing Bird                            | 4:27  |
| 5.  | Oró Sé do Bheatha 'Bhaile                   | 3:19  |
| 6.  | Molly Malone                                | 3:32  |
| 7.  | Paddy's Lament                              | 5:26  |
| 8.  | The Moorlough Shore (en)                    | 5:25  |
| 9.  | The Parting Glass (en)                      | 4:31  |
| 10. | Báidín Fheilimí (en)                        | 3:20  |
| 11. | My Lagan Love (en)                          | 4:24  |
| 12. | Lord Baker (en) (en duo avec Christy Moore) | 11:38 |
| 13. | I'll Tell Me Ma (en)                        | 2:21  |

### Musiciens
- Sinéad O'Connor : chant
- Dónal Lunny : guitare acoustique, bouzouki, clavier, bodhrán, chœurs
- Steve Wickham : violon, mandoline, banjo
- Sharon Shannon : accordéon
- Alan Branch : percussions
- Abdullah Chhadeh : qanûn
- Nick Coplowe : orgue Hammond
- Pete Lockett (en) : percussions
- Cora Venus Lunny (en) : violon, alto
- Kieran Kiely : claviers, accordéon
- Joanie Madden (en) : low whistle, high whistle
- Skip McDonald : guitare électrique, chœurs
- Christy Moore : chant, guitare
- Carlton Ogilvie : batterie, basse, piano
- Bernard O'Neill : basse
- Professor Stretch : batterie, programmation